# FK Lokomotiva Skopje
FK Lokomotiva Skopje (Macedonisch: ФК Локомотива Скопје) is een Macedonische voetbalclub uit de hoofdstad Skopje.